# Joseph Češarek
Joseph Češarek (tudi Joseph Chesarek), slovenski novinar in društveni delavec v ZDA, * 11. marec 1889, Ribnica, † 28. november 1979, Escondido, Kalifornija.
V ZDA je prišel kot otrok. Najprej je kot trgovski pomočnik delal v Calumetu (Michigan). Leta 1912 je postal upravnik lista Glasnik, od 1933 pa je bil glavni tajnik Slovensko-hrvatske zveze in urednik njenega glasila. Po združitvi te organizacije s Hrvatsko bratsko zajednico (1939) je bil njen pomožni tajnik do 1959. Vrsto let je bil dopisnik mnogih ameriško-slovenskih listov. Njegov sin Ferdinand je postal general ameriške kopenske vojske (s štirimi zvezdicami). 